# دختران انتظار
دختران انتظار فیلمی به کارگردانی رحمان رضایی، نویسندگی محمدهادی کریمی و تهیه‌کنندگی داریوش بابائیان و رحمان رضایی که در سال ۱۳۷۸ ساخته شد و در سال ۱۳۷۹ در سینماهای ایران به نمایش درآمد.

## داستان
سعید مسرور دانشجوی پزشکی برای پرداخت بدهی خود به سام مجبور می‌شود برای گرفتن وام ازدواج با دختر دانشجویی به نام روشنک به شکل صوری ازدواج کند. از طرفی، شراره دختر سام به سعید علاقه‌مند شده و…

## بازیگران
| بازیگر             | نقش           |
| پارسا پیروزفر      | سعید          |
| نیکی کریمی         | روشنک         |
| شراره رخام         | شراره         |
| امید متقی          | امیر          |
| کامبیز دیرباز      | حسامی         |
| ایمان خردمند       | منوچهر        |
| فخرالدین صدیق شریف | دکتر همایونفر |

## جشنواره‌ها
فیلم دختران انتظار در پنجمین دوره جشن خانهٔ سینما (۱۳۸۰) و دومین دورهٔ جشنواره اجتماعی فیلم آبادان (۱۳۷۹) شرکت کرد.